# Hilgertshausen
Hilgertshausen ist ein Pfarrdorf in der Gemeinde Hilgertshausen-Tandern im oberbayerischen Landkreis Dachau. Diese Gemeinde entstand 1978 aus dem Zusammenschluss der bis dahin selbständigen Gemeinden Hilgertshausen und Tandern.

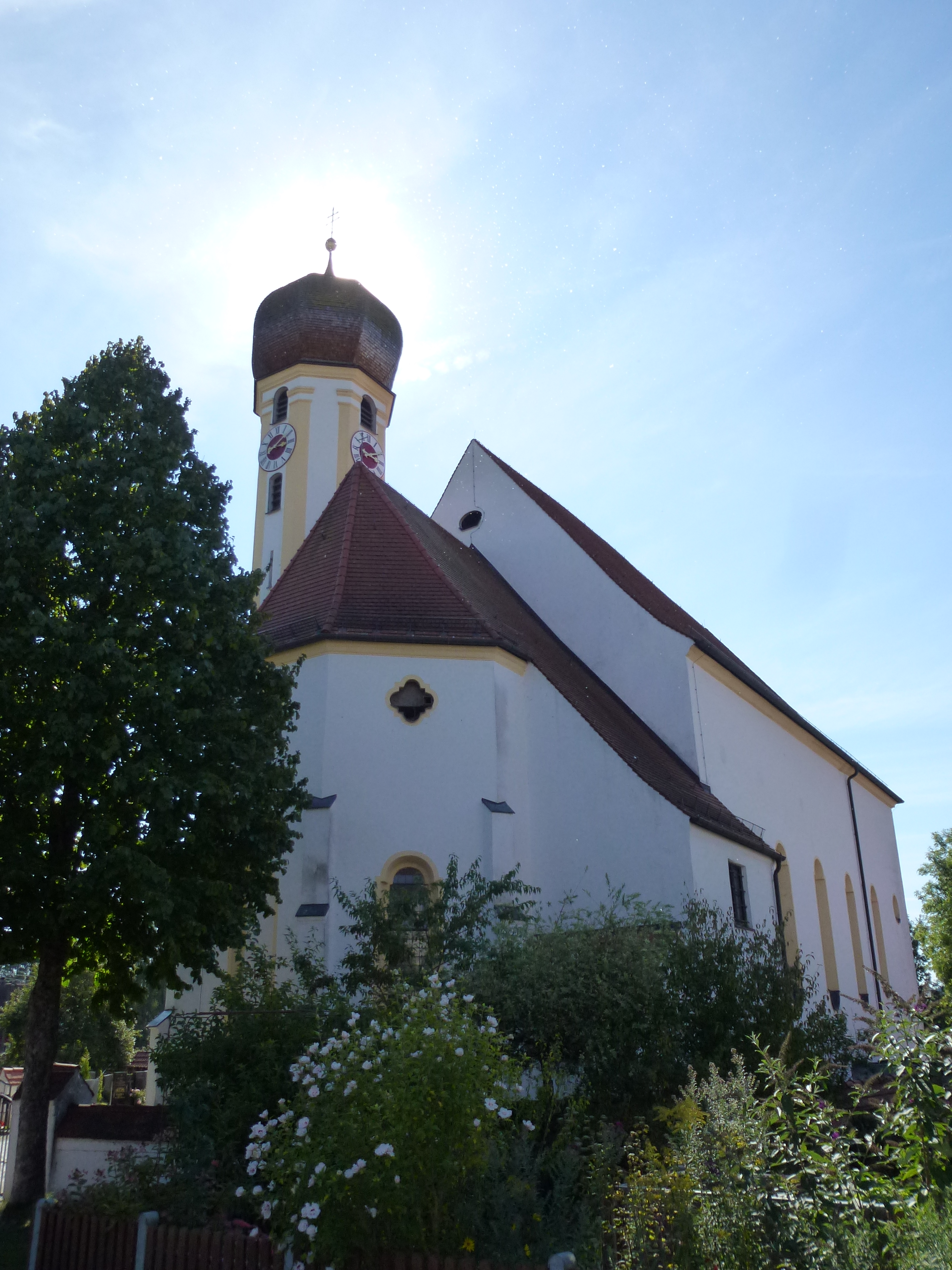
Hilgertshausen, Kirchgasse

## Geografie
Hilgertshausen liegt im Donau-Isar-Hügelland und damit im Unterbayerischen Hügelland, das zum Alpenvorland, einer der Naturräumlichen Haupteinheiten Deutschlands, gehört, an der oberen Ilm.
Die Gemarkung Hilgertshausen umfasst das Pfarrdorf Hilgertshausen, das Kirchdorf Gumpersdorf, die Dörfer Thalmannsdorf und Stadelham, die Weiler Ed, Eichenried, Mannried, Michelskirchen, Pirket und Pranst und die Einöden Ferlhof, Hollerschlag, Larezhausen, Neßlholz, Thalhof, Thonhof und Weiherhaus.

## Geschichte
Hilgertshausen wird im Jahr 843 als Helidkereshusir erstmals urkundlich erwähnt und war Sitz der gleichnamigen geschlossenen Hofmark, die von 1517 bis 1813 den Grafen von Lösch gehörte und dann an die Freiherren von Freyberg auf Jetzendorf kam. Mit dem 1818 wurde die Gemeinde Hilgertshausen gegründet. 1848 wird die Patrimonialgerichtsbarkeit aufgehoben, die Bauern erlangten ihre Freiheit und die Wälder wurden abgelöst. Am 2. März 1851 umfasste der Schlossbesitz noch 1078 Tagwerk, davon 757 Tagwerk Wälder. Vier aufeinander folgende Käufer des Schlossgutes zerschlugen bis 1866 den Besitz und führten den Abbruch des Schlosses durch. Die heutige Gemeinde Hilgertshausen-Tandern entstand 1978 mit der Eingemeindung von Hilgertshausen nach Tandern. Am 1. August 1980 wurde der gemeinsame Gemeindename von Tandern amtlich in Hilgertshausen-Tandern geändert.

## Bauwerke
- Pfarrkirche St. Stephanus in Hilgertshausen
- Kirche St. Michael in Michelskirchen
- Kapelle in Stadelham
- Kirche St. Ursula in Gumpersdorf